# Добко Тетяна Василівна
Тетя́на Васи́лівна Добко́ (нар. 23 липня 1959, Київ) — український науковець у галузі бібліографознавства, бібліотекознавства, книгознавства. Поетеса. Завідувач відділу науково-бібліографічної інформації Національної бібліотеки України імені В. І. Вернадського, доктор наук із соціальних комунікацій, старший науковий співробітник. Член Національної спілки письменників України, дійсний член Наукового товариства імені Шевченка.

## Родина
Народилася в родині бібліотекознавців В. С. Бабича і Є. К. Бабич.

## Освіта і наукові ступені
- 1980 — закінчила Київський державний інститут культури (Київський національний університет культури і мистецтв);
- 1981 — закінчила Київські державні курси іноземних мов;
- 1990 — аспірантуру Київського державного інституту культури.
- 1994 — кандидат історичних наук
- 2013 — доктор наук із соціальних комунікацій[4]

## Трудова діяльність
- з 1975 — в Державній історичній бібліотеці України
- з 1980 — в Національній бібліотеці України імені В. І. Вернадського. З 1994 р. очолює відділ довідково-бібліографічного обслуговування.

Займається:
- науковою організаціює довідково-бібліографічного апарату бібліотеки,
- впровадженням інформаційних технологій,
- формуванням довідково-бібліографічного фонду.
- удосконаленням системи бібліотечно-інформаційного обслуговування,
- забезпеченням якості та оперативності довідково-бібліографічного обслуговування користувачів, надання інформаційних послуг.

Керувала проектами з покращення бібліографічного забезпечення користувачів, розвитку інформаційного сервісу, зокрема організації доступу до електронних інформаційних ресурсів.

## Наука
Є автором понад 250 наукових праць з питань бібліографознавства, книгознавства, інформатики, питань довідково-бібліографічного обслуговування, інформаційно-пошукових систем, бібліографічних покажчиків.
Серед останніх праць:
- Добко Т. Довідково-бібліографічна діяльність наукових бібліотек Національної академії наук України: становлення та розвиток (XX ст. — перше десятиліття XXI ст.) / Тетяна Добко ; відп. ред. О. С. Онищенко ; НАН України. Нац. б-ка України ім. В. І. Вернадського. — Київ, 2013. — 376 с.[5]
- Добко Т. Бібліографічний опис електронних ресурсів віддаленого доступу та соціальних сервісів Веб 2.0 / Т. Добко, І. Антоненко, Н. Моісєенко // Бібл. вісн. — 2014. — № 4. — С. 12–21.
- Добко Т. В. Українська енциклопедія в електронному середовищі / Т. В. Добко // Українська енциклопедистика: матеріали Третьої міжнар. наук. конф. (м. Київ, 22–23 жовт. 2013 р.) / НАН України; Ін–т енцикл. досліджень, НТШ. — Київ, 2014. — С. 45–50.
- Світова економічна криза: причини, наслідки, шляхи подолання: бібліогр. покажч. (2008—2012) / Нац. акад. наук України, Нац. б-ка України ім. В. І. Вернадського ; уклад.: Т. В. Добко, В. Ю. Радченко, В. А. Шкаріна, С. М. Горбань, Ю. С. Левченко ; редкол.: О. С. Онищенко (голова) [та ін.]. — Київ, 2015. — 552 с.
- Добко Т. Мистецький Світовид Василя Копайгоренка / Тетяна Добко // Енциклопед. вісн. України. — 2015. — Ч. 6/7. — С. 23–27.
- Інформаційно-комунікаційна діяльність наукових бібліотек в умовах розвитку суспільства знань / Нац. б-ка України ім. В. І. Вернадського ; О. М. Василенко, Т. В. Добко, Н. Я. Зайченко, Н. Ю. Каліберда, О. Г. Кириленко, О. З. Клименко, Т. М. Коваль, Л. А. Литвинова, К. В. Лобузіна, Н. Ф. Самохіна. — Київ, 2016. — 458 с.
- Каталоги Національної бібліотеки України імені В. І. Вернадського : довідник / НАН України, Нац. б-ка України ім. В. І. Вернадського ; уклад. : Ю. Л. Фіх, Т. В. Добко ; за участю Л. В. Коновал, О. П. Ткаченко ; наук. ред. Т. П. Павлуша ; відп. ред. Т. В. Добко. — Київ, 2017. — 72 с.
- Схід і Південь України: час, простір, соціум: у 2 т. Т. 2. Матеріали до бібліографії / НАН України, Нац. б-ка України ім. В. І. Вернадського, Ін-т історії України ; уклад.: Т. В. Добко (керівник), О. Я. Дуднік, А. М. Колесніченко, Л. С. Новосьолова, В. Ю. Радченко, В. А. Шкаріна [та ін.]; редкол.: В. А. Смолій (голова), Г. В. Боряк, Я. В. Верменич, Т. В. Добко, Л. А. Дубровіна [та ін.]; наук. ред. В. І. Попик. — Київ, 2016. — 944 с.
- Добко Т. Бібліографічний покажчик у системі довідково-бібліографічної діяльності: історія та сучасність / Т. Добко // Наук. пр. Нац. б-ки України ім. В. І. Вернадського. — 2016. — Вип. 44. — С. 499—513.
- Патріотичне виховання у шкільних бібліотеках: методи та підходи: метод. рек. / [Т. В. Добко, І. І. Хемчян, Л. М. Бондар, А. І. Рубан ; наук. ред.: Л. Д. Березівська, Т. В. Добко] ; Нац. акад. пед. наук України, Держ. наук.-пед. б-ка України ім. В. О. Сухомлинського. — Київ, 2017. — 89 с. — (Серія «На допомогу професійній самоосвіті працівників освітянських бібліотек» ; вип. 16).
- Добко Т. Бібліографічні посібники з історії національно-визвольних змагань українського народу 1917—1921 рр. (перша половина ХХ ст.) / Т. Добко, О. Дуднік // Бібл. вісн. — 2017. — № 6. — С. 29–38.
- Добко Т. Біобібліографічні посібники з історії національно-визвольних змагань українського народу (1917—1921 рр.) як джерело енциклопедичних досліджень / Т. В. Добко, О. Я. Дуднік // Українська енциклопедистика. Регіональний аспект: матеірали V Міжнарод. наук. конф. «Українська енциклопедистика». — Київ, 2017. — С. 34–43.
- Добко Т. Довідково-бібліографічна діяльність і довідково-бібліографічне обслуговування: співвідношення понять і термінів / Т. Добко // Наук. пр. Нац. б-ки України ім. В. І. Вернадського. — Київ, 2017. — Вип. 45. — С. 82–95.
- Добко Т. Бібліографічні покажчики з історії національно-визвольних змагань українського народу 1917—1921 рр. (друга половина ХХ — початок ХХІ ст.) / Т. Добко, О. Дуднік // Бібл. вісн. — 2018. — № 1. — С. 34–44.
- Добко Т. Впровадження УДК і ББК бібліотеками України: історичні паралелі і реалії сьогодення / Т. Добко // Бібл. вісн. — 2018. — № 2. — С. 10–24.
- Національна бібліотека України імені В. І. Вернадського: розвиток національної бібліографії, біографічних досліджень та науково-бібліографічної діяльності (2002–2019): [колект. монографія]  /  В. І. Попик, Т. В. Добко, С. С. Кіраль [та ін. ] ; НАН України, Нац. б-ка України ім. В. І. Вернадського. — Київ, 2019. — 251 с.
- Національна бібліотека України імені В. І. Вернадського у перше десятиліття незалежності України (1991—2002): монографія / Т. Д. Антонюк, Т. І. Арсеєнко, В. М. Горовий, Т. В. Добко та ін.; ред. Л. А. Дубровіна ; НАН України, Нац. б-ка України ім. В. І. Вернадського.  – Київ: НБУВ, 2019. — 452 с.
- Покажчики змісту українських часописів у фондах Національної бібліотеки України імені В. І. Вернадського: метабібліогр. посіб. / [уклад.: Т. В. Добко, В. А. Шкаріна, В. Ю. Радченко ; за участю А. М. Колесниченко ; наук. ред. Т. В. Добко] ; НАН України, Нац. б-ка України ім. В. І. Вернадського. — Київ: НБУВ, 2019. — 210 с.
- Сучасна шкільна бібліотека: організація роботи: практ. посіб. / НАПН України, Держ. наук.-пед. б-ка України ім. В. О. Сухомлинського ; [авт. кол.: Л. М. Бондар, Н. В. Вараксіна, С. М. Глазунова, Н. Д. Грудініна, Т. В. Добко, Л. М. Дунаєва, Н. Є. Зоріна, С. Г. Коваленко, І. Г. Лобановська, О. Є. Матвійчук, Н. Г. Мацібора, Я. М. Ніколаєнко, Н. В. Онищенко, О. Г. Помчалова, А. І. Рубан, І. І. Хемчян, О. А. Шило ; наук. ред.: Т. В. Добко, О. Є. Матвійчук, І. Г. Лобановська, І. І. Хемчян] / НАПН України, Держ. наук.-пед. б-ка України ім. В. О. Сухомлинського. — Київ, 2019. — 359 с. — (Серія «На допомогу професійній самоосвіті працівників освітянських бібліотек»; вип. 21).
- Добко Т. Бібліографічні джерела з воєнної історії Української революції (1917—1921 рр.) / Тетяна Добко, Олександр Дуднік // Крути: проблеми державотворення від доби Української революції (1917—1921 рр.) до сьогодення. Вип ІІ. Українська військова звитяга. Крути — 100 років потому: міфи й історичні уроки. Зб. наук. пр. / упоряд.: Валентина Піскун, Максим Потапенко. Ін-т укр. археографії та джерелознавства ім. М. С. Грушевського НАН України. Київ-Ніжин, 2019. — Ніжин: Видавець ПП Лисенко М. М., 2019. — C. 57–79.
- Добко Т. В. Науково-методичні засади розвитку освітянських бібліотек як важливого складника освітнього середовища: підсумки наукового дослідження / Т. Добко, І. Хемчян // Наукові праці Національної бібліотеки України імені В. І. Вернадського. — 2019. — Вип. 56. — С. 90–110.
- Добко Т. В. Покажчики змісту українських комбатантських періодичних видань як елемент дослідів національно-визвольних змагань українського народу / Т. В. Добко, О. Я. Дуднік // Сторінки історії. — 2019. — № 49. — С. 259—268.
- Добко Т. В. Покажчики змісту українських часописів — складова національної бібліографії України / Т. В. Добко, В. А. Шкаріна // Бібліотекознавство. Документознавство. Інформологія. 2019. — № 3. — С.6–13.
- Добко Т. В. Джерельна база українознавчих досліджень в покажчиках змісту періодичних видань / Т. В. Добко, В. А. Шкаріна // Наукові праці Національної бібліотеки України імені В. І. Вернадського. — Київ, 2020. — Вип. 60. — С. 33–50.
- Добко Т. Національна бібліографія України: здобутки, проблеми, перспективи / Тетяна Добко, Лариса Пономаренко // Науково-педагогічні студії. — 2020. — № 4. — С. 110—122.
- Добко Т. Неопублікований бібліографічний покажчик, присвячений Павлу Тичині / Т. В.  Добко // Рукописна та книжкова спадщина України. — 2020. — Вип. 25. — С. 220—232.
- Добко Т. Президенти Національної академії наук України у бібліографічних покажчиках / Тетяна Добко // Життя в науці: студії на пошану Любові Дубровіної / НАН України, Національна бібліотека України імені В. І. Вернадського ; відп. ред. О. Онищенко ; упоряд. О. Боляк, Г. Боряк, Н. Зубкова [та ін.]. — Київ: НБУВ, 2020. — С. 161—180.

## Літературна творчість
Є автором ліричних збірок
- «Непрохане кохання» (Київ, 1999),
- «Неспалима весна» (Київ, 2002),
- «Просто жити» (Київ, 2006),
- «Любить и верить» (Київ, 2007),
- «З Тобою і без Тебе» (Київ: Темпора, 2011)[6][7],
- «Життя триває» (Київ: Світ Успіху, 2016).

Є автором публікацій у періодиці.

## Громадська діяльність
- дійсний член Наукового товариства ім. Шевченка,
- член професійних товариств.